# لیوپولد فیتزینگر

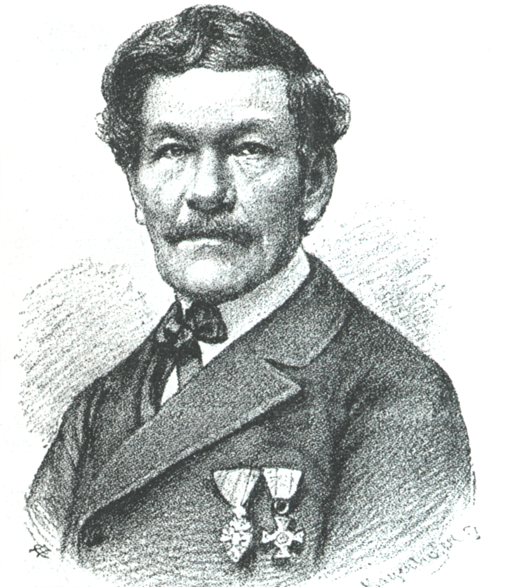
لیوپولد فیتزینگر.

لیوپولد یوزف فرانتز یوهان فیتزینگر (۱۳ آوریل ۱۸۰۲ - ۲۰ سپتامبر ۱۸۸۴) جانورشناس اتریشی بود.
فیتزینگر در وین به دنیا آمد و گیاه‌شناسی را در دانشگاه وین گذراند. میان سال‌های ۱۸۱۷ و ۱۸۶۱ او در موزه تاریخ طبیعی وین کار می‌کرد و بعدها رئیس باغ وحش‌های دو شهر مونیخ و بوداپست شد.
در ۱۸۲۶، فیتزینگر کتاب Neue Classification der Reptilien خود را منتشر کرد. در سال ۱۸۴۳ نیز کتاب Systema Reptilium را منتشر کرد که پوشش‌دهنده مباحث مارمولکها و آفتاب‌پرستها و ایگواناها بود.

## آثار
- Neue classification der reptilien nach ihren natürlichen verwandtschaften, ۱۸۲۶
- Systema Reptilium. Fasciculus primus. Amblyglossae, ۱۸۴۳